# Ourtau
L'Ourtau est un ruisseau  qui traverse le département des Pyrénées-Atlantiques et un affluent du gave d'Aspe dans le bassin versant de l'Adour.

## Hydronymie
L'hydronyme Ourtau est mentionné en 1675 (réformation de Béarn).

## Géographie
D'une longueur de 12,8 kilomètres, il prend sa source sur la commune d'Oloron-Sainte-Marie (Pyrénées-Atlantiques), sur le flanc nord de la Hourquette de Baygrand (1 386 m), à l'altitude de 1 100 mètres.
Il coule du sud-est vers le nord-ouest et se jette dans le gave d'Aspe à Eysus, à l'altitude 230 mètres.

## Communes et cantons traversés
Dans le seul département des Pyrénées-Atlantiques, l'Ourtau traverse trois communes et un canton : dans le sens amont vers aval : Oloron-Sainte-Marie (source), Lurbe-Saint-Christau et Eysus (confluence).
Soit en termes de cantons, le Ourtau prend source et conflue dans le canton d'Oloron-Sainte-Marie-Est.

## Affluents
L'Ourtau a deux affluents référencés :
- le ruisseau de Laguns (rd) 4,4 km ;
- le ruisseau Roues (rd) 1,0 km.